# 階躍響應

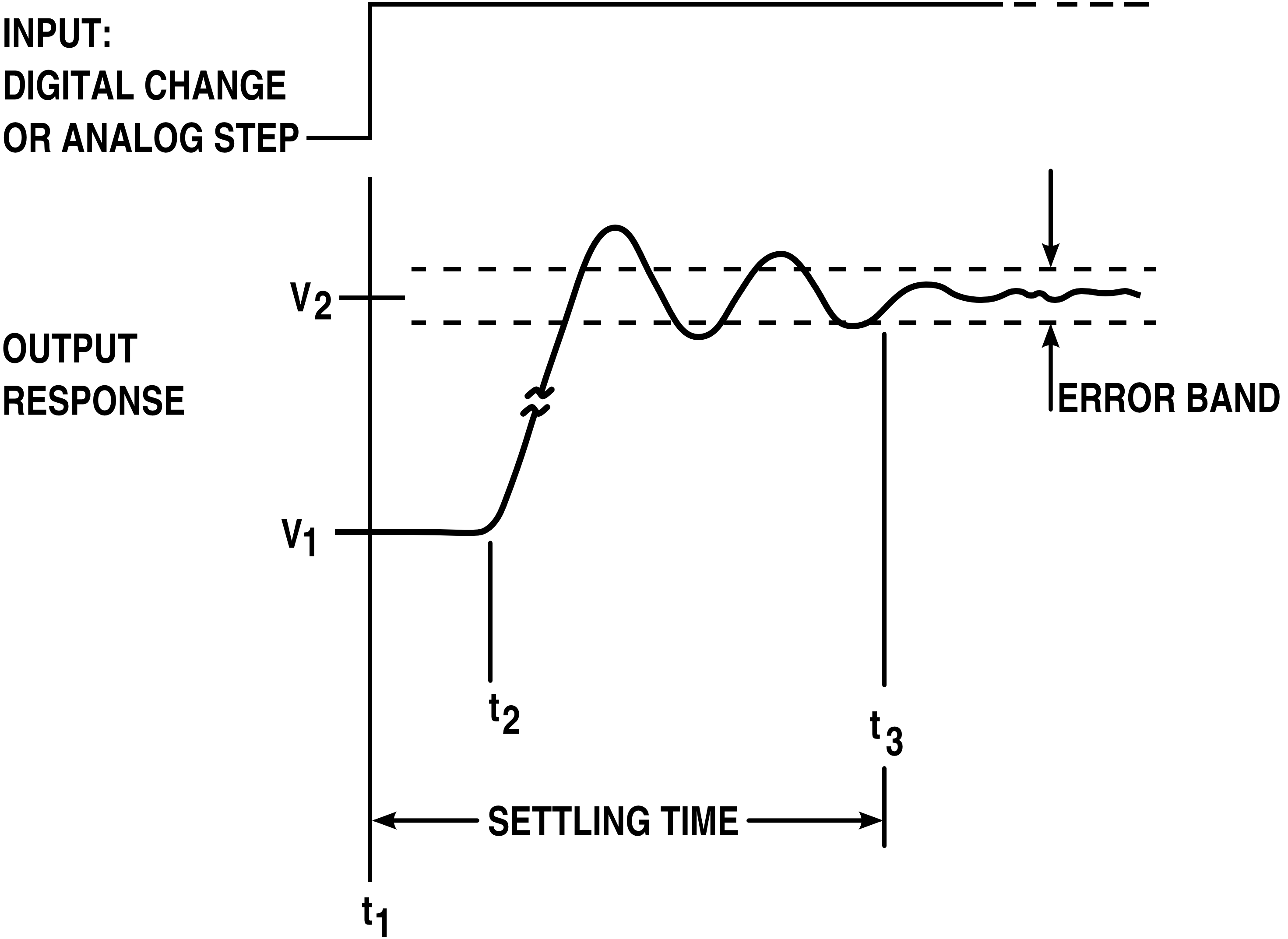
典型二階系統的階躍響應，包括有過衝（overshoot）、振鈴（ringing），在安定時間（settling time）後回到穩定值。

階躍響應是指系統在其輸入為單位階躍函數時，其輸出的變化。在電子工程或自動控制領域中，階躍響應是指系統的輸入在很短時間由0變成1時，其輸出的時域特性。此概念可以延伸到使用抽象数学概念的动力系统，以演化参数表示其特性。
分析系統的階躍響應有助於了解系統的特性，因為當輸入在長時間穩態後，有快速而大幅度的變化，可以看出系統各個部份的特性。而且也可以知道系統的穩定性。

## 階躍響應的時域相關特性
系统的階躍響應可以用与以下时域特性的量來描述：
- 过衝（overshoot）。
- 上昇時間（rise time）。
- 安定時間（settling time）。
- 振鈴（ringing）。

对于线性动态系统来说，从这些特征中可以推知许多该系统的信息。

## 一階線性電路的階躍響應

RC電路

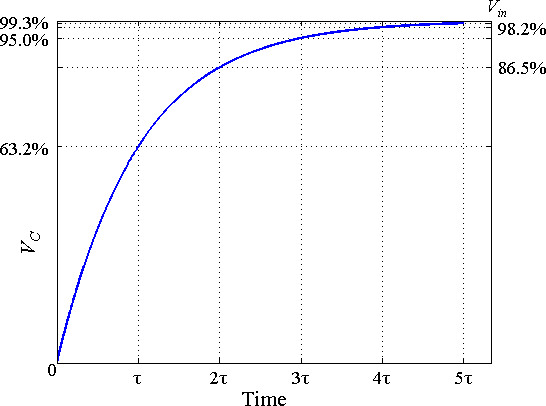
一階RC電路的階躍響應，沒有過衝及振鈴，在三倍時間常數時輸出到達輸入的95%

考慮如右圖的RC電路，頻域下輸出電壓Vc和輸入電壓Vin的關係可表示為下式：
{\displaystyle V_{c}(s)={\frac {1/Cs}{R+1/Cs}}V_{in}(s)={\frac {1}{1+RCs}}V_{in}(s)={\frac {1}{1+\tau s}}V_{in}(s)}
其中{\displaystyle \tau =RC}為此系統的時間常數
考慮以下形式的輸入電壓Vin(t)：
{\displaystyle V_{in}(t)=0,t\leq 0}
{\displaystyle V_{in}(t)=V_{in},t>0}
則輸出電壓Vc(t)可以表示為以下的形式：
{\displaystyle V_{c}(t)=V_{in}(1-e^{-{\frac {t}{\tau }}})}

## 反馈放大器的阶跃响应

图1：理想的负反馈模型；开环增益为 A_{OL}，反馈系数为 β。

本节介绍了一个简单的负反馈放大器的阶跃响应如图1所示。反馈放大器由一个增益为 AOL 的主开环放大器和反馈因子为 β 的反馈回路。以下會分析此回授放大器，確認其阶跃响应和控制響應的時間常數之間的關係，也看阶跃响应和回授量之間的關係。
负反馈放大器增益为（见负反馈放大器）：
{\displaystyle A_{FB}={\frac {A_{OL}}{1+\beta A_{OL}}}}，
其中
AOL = 开环增益
AFB = 闭环增益（存在负反馈时的增益）
β = 反馈因子。

### 有一个主导极点
在许多情况下，可以用时间常数 τ 的单一主导极点很好地模拟正向放大器，它的开环增益为：
{\displaystyle A_{OL}={\frac {A_{0}}{1+j\omega \tau }}}，
零频率增益为 A0，角频率 ω = 2πf。这种正向放大器有单位阶跃响应
{\displaystyle S_{OL}(t)=A_{0}(1-e^{-t/\tau })}，
是从零到新平衡值 A0 的指数趋近。
单极点放大器的传递函数导出闭环增益：
{\displaystyle A_{FB}={\frac {A_{0}}{1+\beta A_{0}}}\times {\frac {1}{1+j\omega {\frac {\tau }{1+\beta A_{0}}}}}}
此闭环增益与开环增益是形式相同：均为单极滤波器。其阶跃响应的形式相同：一个趋于新平衡值的指数衰减。但闭环阶跃函数的时间常数为  τ / (1 + β A0)，因此因此它比前向放大器的响应快，是其 1 + β A0 倍：
{\displaystyle S_{FB}(t)={\frac {A_{0}}{1+\beta A_{0}}}(1-e^{-t(1+\beta A_{0})/\tau })}，
由于反馈因子 β 的增加，阶跃响应会更快，直到最初假设的一个主导极点不再准确。如果有第二个极点，则随着闭环时间常数区域第二个极点的时间常数，需要进行双极点分析。

### 双极点放大器
在开环增益有两个极点的情况下（两个时间常数，τ1和τ2），阶跃响应更为复杂。开环增益为：
{\displaystyle A_{OL}={\frac {A_{0}}{(1+j\omega \tau _{1})(1+j\omega \tau _{2})}},}
零频率增益为 A0，角频率 ω = 2πf。

#### 分析
双极点放大器的传递函数可以导出闭环增益：
{\displaystyle A_{FB}={\frac {A_{0}}{1+\beta A_{0}}}\times {\frac {1}{1+j\omega {\frac {\tau _{1}+\tau _{2}}{1+\beta A_{0}}}+(j\omega )^{2}{\frac {\tau _{1}\tau _{2}}{1+\beta A_{0}}}}}}

图2：双极点反馈放大器的共轭极点位置；Re(s) = 实轴，Im(s) = 虚轴。

放大器的时间相关性通过切换变量 s = jω 很容易发现，于是增益变为：
{\displaystyle A_{FB}={\frac {A_{0}}{\tau _{1}\tau _{2}}}\times {\frac {1}{s^{2}+s\left({\frac {1}{\tau _{1}}}+{\frac {1}{\tau _{2}}}\right)+{\frac {1+\beta A_{0}}{\tau _{1}\tau _{2}}}}}}
这个表达式的极点（即分母的零点）位于：
{\displaystyle 2s=-\left({\frac {1}{\tau _{1}}}+{\frac {1}{\tau _{2}}}\right)}
{\displaystyle \pm {\sqrt {\left({\frac {1}{\tau _{1}}}-{\frac {1}{\tau _{2}}}\right)^{2}-{\frac {4\beta A_{0}}{\tau _{1}\tau _{2}}}}},}
这说明对于足够大 βA0 平方根就会变成虚数，极点的位置是共轭复数，s+ 与 s−；参见图2：
{\displaystyle s_{\pm }=-\rho \pm j\mu ,\,}
其中
{\displaystyle \rho ={\frac {1}{2}}\left({\frac {1}{\tau _{1}}}+{\frac {1}{\tau _{2}}}\right),}
而
{\displaystyle \mu ={\frac {1}{2}}{\sqrt {{\frac {4\beta A_{0}}{\tau _{1}\tau _{2}}}-\left({\frac {1}{\tau _{1}}}-{\frac {1}{\tau _{2}}}\right)^{2}}}}
使用极坐标系，根的半径的模为 |s|（图2）：
{\displaystyle |s|=|s_{\pm }|={\sqrt {\rho ^{2}+\mu ^{2}}},}
而角坐标 φ 为：
{\displaystyle \cos \phi ={\frac {\rho }{|s|}},\sin \phi ={\frac {\mu }{|s|}}}
拉普拉斯变换表告诉我们这样一个系统的时间响应是由两个函数的组合而成的：
{\displaystyle e^{-\rho t}\sin(\mu t)\quad {\text{and}}\quad } {\displaystyle e^{-\rho t}\cos(\mu t),}
也就是说，解在时间上阻尼振荡。特别是，该系统的单位阶跃响应为：
{\displaystyle S(t)=\left({\frac {A_{0}}{1+\beta A_{0}}}\right)\left(1-e^{-\rho t}\ {\frac {\sin \left(\mu t+\phi \right)}{\sin(\phi )}}\right)\ ,}
化简为
{\displaystyle S(t)=1-e^{-\rho t}\ {\frac {\sin \left(\mu t+\phi \right)}{\sin(\phi )}}\ }
当 A0 趋于无穷大时，反馈系数 β 为1。
注意到响应的阻尼是由 ρ 決定的，也就是由开环放大器的时间常数确定的。相反，振荡的频率是由 μ 确定的，也就是由, 通过 βA0 由反馈参数确定的。因为 ρ 涉及到时间常数的倒数之和，所以可以发现 ρ 主要受到两个时间常数中较短的那个影响。

#### 结果

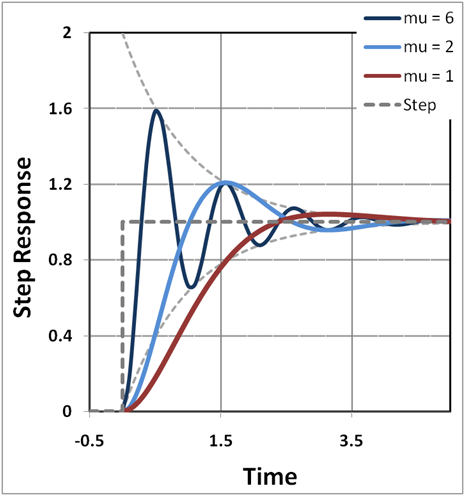
图3：线性双极点反馈放大器的阶跃响应；时间的单位是 1/ρ，也就是以 A_{OL} 的时间常数为变量；曲线是用 mu = μ 的三个不同取值画成的， μ 由 β 控制。

图3显示了参数 μ 取3个不同值时，单元阶跃输入的时间响应。可以看出随着 μ 增加，振荡频率也会增加，但振荡被包含在由指数型函数 [ 1 − exp (−ρt) ] 和 [ 1 + exp(−ρt) ] 确定的两条渐近线以内。这两条渐近线是由 ρ 决定的，所以也就由开环放大器的时间常数决定，与反馈无关。
终值的振荡现象被称为振鈴。过冲是指摆动最大值高于终值，显然会随着 μ 增加。同样，下冲是指摆动最小值低于终值，同样也会随着 μ 增加。安定時間是指从终值出发，降到低于某个特定水平（终值的10%）用的时间。
稳定时间对 μ 的依赖性不明显，而双极点系统的近似可能不能达到用稳定时间对反馈的依赖性作出现实中的结论的准确性。但渐近线 [ 1 − exp (−ρt) ] 与 [ 1 + exp (−ρt) ] 显然影响稳定时间，它们被开环放大器的时间常数控制，特别是在2个时间常数中的时间较短的。这表明开环放大器的设计必须满足稳定时间的规定。
此分析的有两个主要结论：
1. 反馈控制了给定开环放大器并给定开环时间常数 τ1 与 τ2 时终值上下振荡的幅度。
2. 开环放大器决定了稳定时间。它确定了图3中的时标，开环放大器越快，时标越快。

顺便说一句，可以注意到实际中与线性双极点模型的偏离主要来自两个方面：其一，实际放大器的极点多於两个，零点也是；其二，实际放大器是非线性的，所以它们的阶跃响应会随着信号幅度变换。

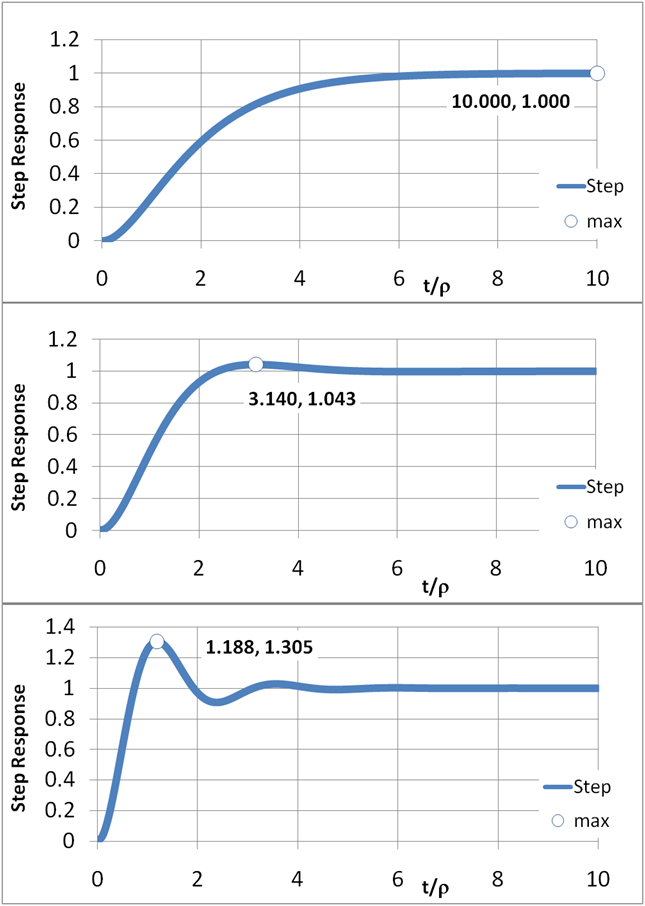
图4：α 的三个不同取值的阶跃响应。顶部：α = 4；中间：α = 2；底部：α = 0.5。随着 α 减小，极点分离也会减小，而过冲增加。

#### 控制过冲
以下會說明如何用適當的參數選擇來減少過沖。
利用以上的公式，可以將階躍響應微分找最大值來計算過沖量。其過沖量最大值Smax 為 ：
{\displaystyle S_{\max }=1+\exp \left(-\pi {\frac {\rho }{\mu }}\right)}
階躍響應的終值為1，因此其指數即為過沖量。可以看出若μ = 0，其過沖量為0，也就是：
{\displaystyle {\frac {4\beta A_{0}}{\tau _{1}\tau _{2}}}=\left({\frac {1}{\tau _{1}}}-{\frac {1}{\tau _{2}}}\right)^{2}}
令x = ( τ1 / τ2 )1 / 2  ，可以求解二個時間常數之間的比例，結果為
{\displaystyle x={\sqrt {\beta A_{0}}}+{\sqrt {\beta A_{0}+1}}\,}
因為β A0 >> 1，因此平方根中的1可以省略，得到
{\displaystyle {\frac {\tau _{1}}{\tau _{2}}}=4\beta A_{0}}
換句話說，第一個時間常數需遠大於第二個時間常數。有時系統為了一些特性，需要允許一些過沖量，以下的關係中引入一個因子α：
{\displaystyle {\frac {\tau _{1}}{\tau _{2}}}=\alpha \beta A_{0},}
α可以依允許的過沖量來設計。
圖4就是描述其程序。比較上圖（α = 4）及下圖（α = 0.5）可以看出α較小，可以加快響應的速度，但也讓過沖量變大。中間的圖α = 2為幅度最平坦的滤波器，在波德圖上沒有尖點。此設計有經驗法則內建的安全預度，可以處理像重零點、重極點、非線性（例如和信號振幅相依的特性）及製造的變異，這些都可能造成過大的過沖量。極點擺放位置（也就是α）的調整是頻率補償的主題，其中一個方式是極點分離。

#### 稳定时间控制
图3中阶跃响应中振铃的幅度是由阻尼因数 exp ( −ρ t ) 决定的。也就是说，如果我们指定出可接受的阶跃响应离终值的偏移量 Δ，即：
{\displaystyle S(t)\leq 1+\Delta ,\,}
在时间长于稳定时间 tS 这个前提下，无论 β AOL 的值为多少时这个条件都能满足。稳定时间 tS 为：
{\displaystyle \Delta =e^{-\rho t_{S}}{\text{ or }}t_{S}={\frac {\ln \left({\frac {1}{\Delta }}\right)}{\rho }}=\tau _{2}{\frac {2\ln \left({\frac {1}{\Delta }}\right)}{1+{\frac {\tau _{2}}{\tau _{1}}}}}\approx 2\tau _{2}\ln \left({\frac {1}{\Delta }}\right),}
因為過沖的條件，τ1 = αβAOL τ2，因此τ1 >> τ2 成立。一般稳定时间條件是指稳定时间和其單位增益的頻寬成反比的情形，原因是1/(2π τ2)接近放大器在典型主極點補償下的頻寬。不過此結果比經驗法則的結果更準確。例如，若Δ = 1/e4 = 1.8 %，其稳定时间為tS = 8 τ2。
一般而言，對過沖量的控制會決定二個時間常數的比例，稳定时间tS 會決定 τ2。

#### 相位裕度

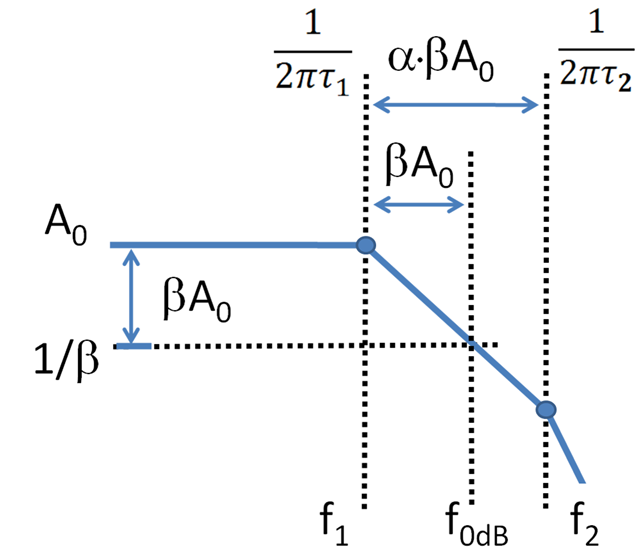
圖5：波德圖可以找出相位裕度，其尺度是對數的，因此二個刻度之間的間隔是其比例，例如f_{0 dB} = βA_{0} × f_{1}。

其次，極點比例τ1/τ2也和回授放大器的相位裕度有關。圖5是二個極點放大器的波德圖，頻率到第二個極點的位置。圖5的假設是頻率f0 dB在位在f1 = 1/(2πτ1)的最小極點及位在f2 = 1/(2πτ2)的第二極點之間。如圖5所示，若 α ≥ 1，此假設即成立。
利用圖5，頻率（用f0 dB表示)為迴路增益 βA0滿足單位增益或是0 dB條件的位置，可以定義為：
{\displaystyle |\beta A_{\text{OL}}(f_{\text{0 db}})|=1\ }
波德增益圖中增益下降的斜率是 20 dB/decade，頻率每增加十倍，增益下降的比例相同：
{\displaystyle f_{\text{0 dB}}=\beta A_{0}f_{1}\,}
相位裕度是頻率在f0 dB 處，相位和−180°之間的距離，因此裕度為：
{\displaystyle \phi _{m}=180^{\circ }-\arctan(f_{\text{0 dB}}/f_{1})-\arctan(f_{\text{0 dB}}/f_{2})\ }
因為f0 dB / f1 = βA0 >> 1，有關f1的項為90°，因此相位裕度為：
{\displaystyle \phi _{m}=90^{\circ }-\arctan(f_{\text{0 dB}}/f_{2})\,}
{\displaystyle =90^{\circ }-\arctan \left({\frac {\beta A_{0}f_{1}}{\alpha \beta A_{0}f_{1}}}\right)}
{\displaystyle =90^{\circ }-\arctan \left({\frac {1}{\alpha }}\right)=\arctan \left(\alpha \right)}
若α = 1，則 φm = 45°，若α = 2，則φm = 63.4°. Sansen建議α = 3，對應的φm = 71.6°「是一種很好的啟始條件。」
若τ2縮短，α會增加。穩定時間tS 也會減小。若τ1變大，α也會增加，穩定時間會略有變動。若用到極點分離技巧，τ1和 τ2都會變化。
若放大器有二個以上的極點，圖5的波德圖仍然可以計算相位裕度，只要將f2視為「等效的第二極點」位置即可。

## 數學定義
本節以抽象概念下的動態系統{\displaystyle \textstyle {\mathfrak {S}}}，來提供形式性的數學定義。所有符號及假設列在下方。
- {\displaystyle \textstyle t\in T}是系統的演化參數（英语：dynamical system (definition)），為方便說明，簡稱為時間。
- {\displaystyle \textstyle {\boldsymbol {x}}|_{t}\in M}是系統在時間{\displaystyle t\,}時的狀態（英语：dynamical system (definition)），為方便說明，稱為輸出。
- {\displaystyle \textstyle \Phi :T\times M\longrightarrow M}是動態系統的演化函數（英语：dynamical system (definition)）。
- {\displaystyle \textstyle \Phi (0,{\boldsymbol {x}})={\boldsymbol {x}}_{0}\in M}是動態系統的初始狀態（英语：dynamical system (definition)）。
- {\displaystyle \textstyle H(t)\,}是单位阶跃函数。

### 非線性動態系統
若針對一個一般的動態系統，其階躍響應可定義如下：
{\displaystyle {\boldsymbol {x}}|_{t}=\Phi _{\{H(t)\}\left(t,{{\boldsymbol {x}}_{0}}\right)}\,}
其階躍響應是系統輸入為單位階躍函數時的演化函數。表示式中H(t)為下標。

### 線性動態系統
對於一個線性非時變系統，令{\displaystyle \textstyle {\mathfrak {S}}\ \equiv \ S}，其階躍響應可以用單位階躍函數{\displaystyle \textstyle H(t)}和系統衝激響應{\displaystyle \textstyle h(t)}的卷積來表示：
{\displaystyle a(t)={h*H}(t)={H*h}(t)=\int _{-\infty }^{+\infty }h(\tau )H(t-\tau )\,d\tau =\int _{-\infty }^{t}h(\tau )\,d\tau }
對線性非時變系統而言就是將後面的式子積分。相對的，對於線性非時變系統，階躍響應的微分即為衝激響應：
{\displaystyle h(t)={\frac {d}{dt}}\,a(t)}
不過此關係在非線性系統或是時變系統並不成立。
對於一個線性非時變系統，其階躍響應可以用單位階躍函數{\displaystyle \textstyle H(t)}和系統衝激響應{\displaystyle \textstyle h(t)}的卷積來表示：
{\displaystyle a(t)={h*H}(t)={H*h}(t)=\int _{-\infty }^{+\infty }h(\tau )H(t-\tau )\,d\tau =\int _{-\infty }^{t}h(\tau )\,d\tau }

## 參照
- 衝激響應
- 过冲
- 上昇時間
- 安定時間
- 時間常數
- 極點分離